# La esfinge (novela)
La esfinge (Sphinx) es una novela de 1979 de Robin Cook. En 1981, fue adaptada al cine, La esfinge, protagonizada por Lesley-Anne Down como "Erica Baron" y Frank Langella como "Akmed Khazzan" (filmada en parte en Egipto).
El argumento principal del libro gira en torno a una joven egiptóloga en Egipto en busca de una valiosa estatua y los peligros que la acechan.
Bien conocido por sus obras de ficción médica, Robin Cook ha asegurado que ningún término médico ha sido usado en esta novela. 